# Navia (Fluss)
Der Navia ist ein Fluss in Spanien, der durch die Autonomen Regionen Galicien und Asturien fließt.

## Geografie
Der Navia entspringt in der Gemeinde Pedrafita del Cebreiro im Südosten der Provinz Lugo. Er fließt vornehmlich in nördlicher Richtung und mündet nahe der Stadt Navia in Asturien in die Kantabrische See. In seinem Mündungsbereich zwischen dem Cabo de San Agustín und Peñafurada bildet er die Ría del Navia.

### Nebenflüsse
- Ibias
- Carbonel
- Llouredo
- Río d’Or
- Augüeira

### Orte am Rio Navia
- Navia
- Porto
- El Espín
- Arbón
- Serandinas
- Doiras
- Lantero
- Gío
- Pesoz
- San Emiliano
- Vistalegre
- Os Coutos